# Ludovic Guerriero
Ludovic Guerriero (Forbach, 5 gennaio 1985) è un calciatore francese centrocampista dell'Hombourg-Haut.